# Lygodactylus scheffleri
Lygodactylus scheffleri là một loài thằn lằn trong họ Gekkonidae. Loài này được Sternfeld mô tả khoa học đầu tiên năm 1912.